# Премія Японії
Премія Японії (яп. 日本国際賞, Ніхон Кокусайсьо) — японська наукова нагорода «за нові видатні досягнення у науці та технології, що розширили горизонти знань й слугували справі миру й процвітання людства». Її присуджує щорічно Фундація Премії Японії.
У листопаді 1982 року за згодою Прем'єр-міністра Японії було започатковано Фонд підготовки Премії Японії з метою створення нагороди від країни як престижної міжнародної відзнаки в галузі науки і техніки. У 1983-му пропозиція створення Премії Японії схвалена кабінетом міністрів. Премія за двома категоріями почала вручатись з 1985 року. Основним спонсором Фундації Премії Японії виступив Мацусіта Коносуке, засновник корпорації «Panasonic Corporation», який і став першим очільником Фундації. На Премію Японії висуваються лише живі кандидати, без обмежень на вид діяльності, громадянство, расу, конфесію та стать. Посмертні та колективні нагородження не передбачено, однак трапляються часто нагородження двох лауреатів за однією категорією. Грошова складова премії — 50 мільйонів єн (близько півмільйона доларів США) на кожну з двох категорій.
На відміну від Нобелівської премії, яку присуджують кожного разу в одних і тих же категоріях (галузях науки), Премію Японії присуджують у довільно обраних галузях науки. На кожен календарний рік встановлюють дві категорії (галузі), за якими приймають заявки. На початку 2019 року перелік майбутніх категорій визначено до 2022 року включно: на 2020 рік — електроніка, комунікація, інформація і наука про життя; на 2021 рік — ресурси, енергетика, довкілля, соціальна інфраструктура та медичні науки, лікарські науки; на 2022 — матеріали, виробництво та біологічне виробництво, екологія/навколишнє середовище. Зазвичай, перша категорія належить до прикладних технічних дисциплін, друга — до медицини чи інших наук про людину.
Журі у складі п'яти експертів у кожній з категорій обирається з японських науковців. Імена лауреатів кожного року оголошуються у січні (лауреати 2019 року стали відомі 16 січня 2019)..
Разом з премією Кіото ця нагорода поділяє перші два місця серед нагород у міждисциплінарних галузях знань у рейтингу міжнародних наукових нагород від IREG (англ. International Ranking Expert Group).

## Лауреати
| Рік  | Лауреат                                                       | Країна                      | Досягнення |
| ---- | ------------------------------------------------------------- | --------------------------- | --- |
| 1985 | Джон Пірс                                                     | США                         | За видатні досягнення в галузі електроніки та комунікаційних технологій Оригінальний текст (англ.) Outstanding achievement in the field of electronics and communications technologies |
| 1985 | Ефраїм Кацир                                                  | Ізраїль                     | За видатні досягнення у фундаментальній теорії в галузі іммобілізованих ферментів та їх практичного застосування Оригінальний текст (англ.) Outstanding achievement in basic theory in the field of immobilized enzymes and their practical applications |
| 1986 | Девід Тернбулл                                                | США                         | За піонерський внесок у матеріалознавство із впливом на технології нових матеріалів, таких як аморфні тверді речовини Оригінальний текст (англ.) Pioneering contributions to materials science with impact on new materials technology such as amorphous solids |
| 1986 | Віллем Йохан Колфф                                            | США                         | За дослідження та розробку штучних органів та відповідних технологій Оригінальний текст (англ.) Research and development of artificial organs and their relevant technology |
| 1987 | Генрі Бічелл Гурдев Кхуш                                      | США Індія                   | За розробку штамів IR8 та IR36 для стратегій селекції рису, орієнтованих на тропічні та субтропічні зони Оригінальний текст (англ.) Development of the IR8 and IR36 strains for rice breeding strategies geared to the tropical and subtropical zones |
| 1987 | Теодор Майман                                                 | США                         | За реалізацію першого в світі лазера Оригінальний текст (англ.) Realization of the world's first laser |
| 1988 | Жорж Вендріес                                                 | Франція                     | За розробку технології реакторів на швидких нейтронах Оригінальний текст (англ.) Establishment of fast breeder reactor technology |
| 1988 | Дональд Гендерсон Ісао Аріта Френк Феннер                     | США Японія Австралія        | За ліквідацію віспи Оригінальний текст (англ.) The eradication of Smallpox |
| 1988 | Люк Монтаньє Роберт Галло                                     | Франція США                 | За відкриття збудника СНІДу та розробку методів діагностики Оригінальний текст (англ.) Discovery of the AIDS-causing virus and development of diagnostic methods |
| 1989 | Шервуд Роуленд                                                | США                         | Дослідження механізмів руйнування стратосферного озону хлорфторвуглеводнями Оригінальний текст (англ.) Studies on the mechanisms of stratospheric ozone depletion by chlorofluorocarbons |
| 1989 | Елайс Джеймс Корі                                             | США                         | За піонерський внесок у синтез простагландинів та їх споріднених сполук, які мають велике терапевтичне значення Оригінальний текст (англ.) Pioneering contributions to the syntheses of prostaglandins and their related compounds which are of great therapeutic value |
| 1990 | Марвін Мінський                                               | США                         | За створення наукової галузі під назвою «Штучний інтелект» і пропозиція фундаментальних теорій у цій галузі Оригінальний текст (англ.) Establishment of an academic field named Artificial Intelligence and the proposal of fundamental theories in that field |
| 1990 | Вільям Джейсон Морган Ден Маккензі (геофізик) Ксав'є Ле Пішон | США Велика Британія Франція | Започаткування теорії тектоніки плит та внесок у її розвиток Оригінальний текст (англ.) Initiation of the theory of plate tectonics and contributions to its development |
| 1991 | Жак-Луї Ліоніс                                                | Франція                     | За внесок в аналіз та керування розподіленими системами, а також у просування прикладного аналізу Оригінальний текст (англ.) Contributions to analysis and control of distributed systems, and to promotion of applied analysis |
| 1991 | Джон Джуліан Вайлд                                            | США                         | За розвиток ультразвукової діагностики в медицині Оригінальний текст (англ.) Development of ultrasound imaging in medicine |
| 1992 | Ґергард Ертль                                                 | Німеччина                   | За внесок у новий розвиток хімії та фізики твердих поверхонь Оригінальний текст (англ.) Contributions to the new development of the chemistry and physics of solid surfaces |
| 1992 | Крістофер Полдж                                               | Велика Британія             | За відкриття методу кріоконсервації сперми та ембріонів сільськогосподарських тварин Оригінальний текст (англ.) Discovery of method of the cryopreservation of semen and embryos in farm animals |
| 1993 | Франк Пресс                                                   | США                         | За розвиток сучасної сейсмології та міжнародного співробітництва в галузі науки про катастрофи Оригінальний текст (англ.) Development of modern seismology and advancement of international cooperation in disaster science |
| 1993 | Кері Малліс                                                   | США                         | За розвиток полімеразної ланцюгової реакції Оригінальний текст (англ.) Development of the polymerase chain reaction |
| 1994 | Вільям Гейвард Пікерінг                                       | Нова Зеландія               | За надихаюче лідерство у безпілотних дослідженнях Місяця та планет, а також за новаторські досягнення у розробці космічних кораблів та засобів зв'язку у далекому космосі Оригінальний текст (англ.) Inspirational leadership in unmanned lunar and planetary exploration, and for pioneering achievements in the development of spacecraft and deep space communications |
| 1994 | Арвід Карлссон                                                | Швеція                      | За відкриття дофаміну як нейромедіатора та з'ясування його ролі в психічних і рухових функціях та їх порушеннях Оригінальний текст (англ.) Discovery of dopamine as a neurotransmitter and clarification of its role in mental and motor functions and their disorders |
| 1995 | Нік Голоняк                                                   | США                         | За видатний внесок у дослідження та практичне застосування світловипромінювальних діодів і лазерів завдяки піонерським досягненням у розумінні фізичних принципів і технології процесу інтерметалічних складних напівпровідників Оригінальний текст (англ.) Outstanding contributions to research and practical applications of light emitting diodes and lasers through pioneering achievements in the understanding of physical principles and in the process technology of intermetallic compound semiconductors |
| 1995 | Edward F. Knipling                                            | США                         | За новаторський внесок у розробку інтегрованої боротьби зі шкідниками за допомогою стерильного методу звільнення від комах та інших біологічних підходів Оригінальний текст (англ.) Pioneer contributions in the development of Integrated Pest Management by the Sterile Insect Release Method and other biological approaches |
| 1996 | Чарльз Куен Као                                               | США Велика Британія         | За піонерські дослідження широкосмугового оптоволоконного зв'язку з низькими втратами Оригінальний текст (англ.) For pioneering research on wideband, low-loss optical fiber communications |
| 1996 | Масао Іто                                                     | Японія                      | За з'ясування функціональних принципів і нервових механізмів мозочка Оригінальний текст (англ.) Elucidation of the functional principles and neural mechanisms of the cerebellum |
| 1997 | Такасі Сугімура Брюс Еймс                                     | Японія США                  | За внесок у встановлення фундаментальних уявлень про причини раку Оригінальний текст (англ.) Contribution to establishment of fundamental concept on causes of cancer |
| 1997 | Джозеф Енгельбергер Хіроюкі Йосікава                          | США Японія                  | За становлення індустрії роботів і створення техноглобальної парадигми Оригінальний текст (англ.) Establishment of the robot industry and creation of a techno-global paradigm |
| 1998 | Лео Есакі                                                     | Японія                      | За створення та реалізацію концепції штучних суперрешіткових кристалів, які призвели до створення нових матеріалів із корисним застосуванням Оригінальний текст (англ.) For the creation and realization of the concept of man-made superlattice crystals which lead to generation of new materials with useful applications |
| 1998 | Юзеф Шелл Марк ван Монтегю                                    | Бельгія                     | За створення теорії та методу виробництва трансгенних рослин Оригінальний текст (англ.) Establishment of the theory and method of the production of transgenic plants |
| 1999 | Вільям Веслі Петерсон                                         | США                         | За створення теорії кодування для надійного цифрового зв'язку, трансляції та зберігання Оригінальний текст (англ.) Establishment of coding theory for reliable digital communication, broadcasting and storage |
| 1999 | Джек Леонард Стромінгер Дон Крейг Вілі                        | США                         | За з'ясування тривимірних структур антигенів гістосумісності людини класу I та класу II та їх зв'язаних пептидів Оригінальний текст (англ.) Elucidation of the three-dimensional structures of class I and class II human histocompatibility antigens and their bound peptides |
| 2000 | Ian McHarg                                                    | США                         | За налагодження процесу екологічного містобудування та пропозицію системи оцінки землекористування Оригінальний текст (англ.) Establishment of an ecological city planning process and proposal of a land use evaluation system |
| 2000 | Кімісіге Ісідзака                                             | Японія                      | За відкриття імуноглобуліну Е та механізмів IgE-опосередкованих алергічних реакцій Оригінальний текст (англ.) Discovery of Immunoglobulin E and mechanisms of IgE-mediated allergic reactions |
| 2001 | Джон Гуденаф                                                  | США                         | За відкриття екологічно чистих електродних матеріалів для літієвих акумуляторів високої щільності енергії Оригінальний текст (англ.) Discovery of environmentally benign electrode materials for high energy density rechargeable lithium batteries |
| 2001 | Тімоті Парсонс                                                | Канада                      | За внесок у розвиток біологічної/рибної океанографії та збереження рибних ресурсів і морського середовища Оригінальний текст (англ.) Contribution to the development of biological / fisheries oceanography and for conservation of fishery resources and marine environment |
| 2002 | Тім Бернерс-Лі                                                | Велика Британія             | За розвиток цивілізації шляхом винаходу, впровадження та розгортання Всесвітньої павутини Оригінальний текст (англ.) Advancement of civilization through invention, implementation and deployment of the World Wide Web |
| 2002 | Анна Макларен Анджей Тарковський                              | Велика Британія Польща      | За піонерську роботу з вивчення ембріонального розвитку ссавців Оригінальний текст (англ.) Pioneering work on mammalian embryonic development. |
| 2003 | Бенуа Мандельброт Джеймс Йорк                                 | Франція США                 | За створення універсальних понять у складних системах-хаосах та фракталах Оригінальний текст (англ.) Creation of universal concepts in complex systems-chaos and fractals |
| 2003 | Сейдзі Оґава                                                  | Японія                      | За відкриття принципу функціональної магнітно-резонансної томографії Оригінальний текст (англ.) Discovery of the principle for functional magnetic resonance imaging |
| 2004 | Кеньїті Хонда Акіра Фудзісіма                                 | Японія                      | За новаторську роботу з фотохімічного каталізу та її застосування для реальних потреб Оригінальний текст (англ.) Pioneering work on photochemical catalysis and its application for the environment |
| 2004 | Кіт Сейнсбері                                                 | Нова Зеландія               | За внесок у розуміння шельфових екосистем та їх сталого використання Оригінальний текст (англ.) Contributions to the understanding of shelf ecosystems and their sustainable utilization |
| 2004 | Джон Гартлі Лоутон                                            | Велика Британія             | За спостереження, експериментальні та теоретичні досягнення для наукового розуміння та збереження біорізноманіття Оригінальний текст (англ.) Observational, experimental and theoretical achievements for the scientific understanding and conservation of Biodiversity |
| 2005 | Макото Нагао                                                  | Японія                      | За новаторський внесок у обробку природної мови та інтелектуальну обробку зображень Оригінальний текст (англ.) Pioneering contributions to Natural Language Processing and Intelligent Image Processing |
| 2005 | Масатосі Такеіті Erkki Ruoslahti                              | Японія США                  | За фундаментальний внесок у з'ясування молекулярних механізмів клітинної адгезії Оригінальний текст (англ.) Fundamental contribution in elucidating the Molecular Mechanisms of Cell Adhesion |
| 2006 | Джон Гафтон                                                   | Велика Британія             | За піонерські дослідження структури та складу атмосфери на основі власної технології супутникового спостереження та за просування міжнародних оцінок зміни клімату Оригінальний текст (англ.) For pioneering research on atmospheric structure and composition based on his satellite observation technology and for promotion of international assessments of climate change |
| 2006 | Акіра Ендо                                                    | Японія                      | За відкриття та розвиток статинів Оригінальний текст (англ.) The discovery of the Statins and their development |
| 2007 | Альбер Ферт Петер Грюнберг                                    | Франція Німеччина           | За ідкриття гігантського магнетоопору (GMR) та внесок у розробку інноваційних пристроїв спінової електроніки Оригінальний текст (англ.) The discovery of Giant Magneto-Resistance (GMR) and its contribution to development of innovative spin-electronics devices |
| 2007 | Пітер Ештон                                                   | Велика Британія             | За внесок у збереження тропічних лісів Оригінальний текст (англ.) Contribution to the conservation of tropical forest. |
| 2008 | Вінтон Серф Роберт Елліот Кан                                 | США                         | За створення мережевої архітектури та протоколу зв'язку для мережі Інтернет Оригінальний текст (англ.) Creation of network architecture and communication protocol for the Internet |
| 2008 | Віктор Макк'юсік                                              | США                         | Становлення медичної генетики та внесок у її розвиток Оригінальний текст (англ.) Establishment of medical genetics and contributions to its development |
| 2009 | Денніс Медоуз                                                 | США                         | За внесок у розвиток сталого світу, обґрунтований у звіті 1972 року під назвою «Межі зростання» Оригінальний текст (англ.) Contribution towards a sustainable world as founded in the 1972 Report titled The Limits to Growth |
| 2009 | Девід Кухл                                                    | США                         | За внесок у томографічну візуалізацію в ядерній медицині Оригінальний текст (англ.) Contribution to tomographic imaging in nuclear medicine |
| 2010 | Shun-ichi_Iwasaki                                             | Японія                      | За внесок у технологію магнітного запису високої щільності шляхом розробки методу перпендикулярного магнітного запису Оригінальний текст (англ.) Contributions to high-density magnetic recording technology by the development of a perpendicular magnetic recording method |
| 2010 | Пітер Вітоусек                                                | США                         | За внесок у вирішення глобальних екологічних проблем на основі аналізу кругообігу азоту та інших речовин Оригінальний текст (англ.) Contributions to solving global environmental issues based on the analysis of nitrogen and other substances’ cycles |
| 2011 | Кен Томпсон Денніс Рітчі                                      | США                         | За розвиток операційної системи UNIX Оригінальний текст (англ.) Development of the operating system, UNIX |
| 2011 | Тадаміцу Кісімото Тошіо Хірано                                | Японія                      | За відкриття інтерлейкіну-6 та його застосування в лікуванні захворювань Оригінальний текст (англ.) Discovery of interleukin-6 and its application in treating diseases |
| 2012 | Дженет Роулі Бряан Друкер Nicholas Lydon                      | США Велика Британія         | За розробку нового терапевтичного препарату, орієнтованого на молекули, специфічні для раку Оригінальний текст (англ.) Development of a new therapeutic drug targeting cancer-specific molecules |
| 2012 | Масато Сагава                                                 | Японія                      | За розробку найефективнішого у світі постійного магніту типу Nd-Fe-B та внесок в енергозбереження Оригінальний текст (англ.) Developing the world's highest performing Nd-Fe-B type permanent magnet and contributing to energy conservation |
| 2013 | Грант Віллсон Жан Фреше                                       | США                         | За розробку хімічно посилених резистивних полімерних матеріалів для інноваційного процесу виробництва напівпровідників Оригінальний текст (англ.) Development of chemically amplified resist polymer materials for innovative semiconductor manufacturing process |
| 2013 | Джон Фредерік Грассл                                          | США                         | За внесок у збереження морського середовища за допомогою досліджень екології та біорізноманіття глибоководних організмів Оригінальний текст (англ.) Contribution to marine environmental conservation through research on ecology and biodiversity of deep-sea organisms |
| 2014 | Ясухару Суемацу                                               | Японія                      | За новаторські дослідження напівпровідникових лазерів для оптоволоконного зв'язку великої дальності Оригінальний текст (англ.) Pioneering research on semiconductor lasers for high-capacity long-distance optical fiber communication |
| 2014 | Чарлз Елліс                                                   | США                         | За відкриття модифікацій гістонів як фундаментальних регуляторів експресії генів Оригінальний текст (англ.) Discovery of histone modifications as fundamental regulators of gene expression |
| 2015 | Ютака Такахасі                                                | Японія                      | За внесок у розвиток інноваційної концепції управління річковим басейном та зменшення катастроф, пов'язаних з водою Оригінальний текст (англ.) Contribution to development of innovative concept on river basin management and reduction of water-related disasters |
| 2015 | Теодор Фрідманн Ален Фішер                                    | США Франція                 | За пропозицію концепції генної терапії та її клінічного застосування Оригінальний текст (англ.) Proposal of the concept of gene therapy and its clinical applications |
| 2016 | Хідео Хосоно                                                  | Японія                      | За створення нетрадиційних неорганічних матеріалів з новими електронними функціями на основі інженерії наноструктур Оригінальний текст (англ.) Creation of unconventional inorganic materials with novel electronic functions based on nano-structure engineering |
| 2016 | Стівен Танкслі                                                | США                         | За внесок у сучасну селекцію сільськогосподарських культур через дослідження в рамках розвитку молекулярно-генетичного аналізу Оригінальний текст (англ.) Contribution to modern crop breeding through research on development of molecular genetic analysis |
| 2017 | Емманюель Шарпантьє Дженніфер Даудна                          | Франція США                 | За з'ясування механізму редагування геному за допомогою CRISPR-Cas Оригінальний текст (англ.) Elucidation of the genome editing mechanism by the CRISPR-Cas |
| 2017 | Аді Шамір                                                     | Ізраїль                     | За внесок в інформаційну безпеку завдяки новаторським дослідженням у галузі криптографії Оригінальний текст (англ.) Contribution to information security through pioneering research on cryptography |
| 2018 | Макс Дейл Купер Жак Міллер                                    | США Австралія               | За відкриття ліній В- та Т-лімфоцитів та його вплив на розуміння патології хвороби та розвиток терапії Оригінальний текст (англ.) Discovery of B and T lymphocyte lineages and its impact on understanding disease pathology and therapeutic development |
| 2018 | Акіра Йосіно                                                  | Японія                      | За розробку літій-іонних акумуляторів Оригінальний текст (англ.) Development of lithium ion batteries |
| 2019 | Йошіо Окамото                                                 | Японія                      | За провідний внесок у прецизійний синтез спіральних полімерів та розробку практичних хіральних матеріалів для розділення хіральних ліків Оригінальний текст (англ.) Leading contributions to precision synthesis of helical polymers and development of practical chiral materials for separating chiral drugs |
| 2019 | Раттан Лал                                                    | США                         | За раціональне управління ґрунтами задля глобальної продовольчої безпеки та пом'якшення наслідків зміни клімату Оригінальний текст (англ.) Sustainable soil management for global food security and mitigation of climate change |
| 2020 | Роберт Галлагер                                               | США                         | За новаторський внесок у теорію інформації та кодування Оригінальний текст (англ.) For pioneering contribution to information and coding theory |
| 2020 | Сванте Паабо                                                  | Швеція                      | За новаторський внесок у палеоантропологію через розшифрування послідовностей геному стародавньої людини Оригінальний текст (англ.) For pioneering contributions to paleoanthropology through decoding ancient human genome sequences |
| 2021 | Мартін Ґрін                                                   | Австралія                   | За розробку високоефективних кремнієвих фотоелектричних пристроїв Оригінальний текст (англ.) For development of high-efficiency silicon photovoltaic devices |
| 2021 | Берт Фогельштейн Роберт Вайнберг                              | США                         | За їх новаторську роботу з концептуалізації багатоступеневої моделі канцерогенезу, її застосування та вплив на покращення діагностики і терапії раку Оригінальний текст (англ.) For their pioneering work in conceptualizing a multi-step model of carcinogenesis and its application and impact on improving cancer diagnosis and therapy |
| 2022 | Каталін Каріко Дрю Вайсман                                    | Угорщина США                | За піонерські дослідження, що сприяють розробці мРНК-вакцин Оригінальний текст (англ.) For pioneering research contributing to the development of mRNA vaccines |
| 2022 | Крістофер Філд                                                | США                         | За видатний внесок у оцінку глобальної продуктивності біосфери та науку про зміну клімату з використанням передових формул, що ґрунтуються на спостереженнях Оригінальний текст (англ.) For outstanding contributions to estimation of global biospheric productivity and climate change science using advanced formulas based on observation |
| 2023 | Наказава Масатака Нагімото Казуо                              | Японія                      | За видатний внесок у глобальну міжміську оптико-волоконну мережу великої пропускної здатності шляхом розробки напівпровідникового оптичного підсилювача з лазерним накачуваннямОригінальний текст (англ.) For distinguished contributions to global long-distance, high-capacity optical fiber network through the development of semiconductor laser pumped optical amplifier |
| 2023 | Геро Мізенбек Карл Дейссерот                                  | Австрія США                 | За розробку методів, які використовують генетично адресовані світлочутливі мембранні білки для розгадки функції нейронних ланцюгів Оригінальний текст (англ.) For the development of methods that use genetically addressable light-sensitive membrane proteins to unravel neural circuit function |
| 2024 | Браян Госкінс Джон Майкл Воллес                               | Велика Британія США         | Pf створення наукової основи для розуміння та прогнозування екстремальних погодних явищ Оригінальний текст (англ.) For the establishment of a scientific foundation for understanding and predicting extreme weather events |
| 2024 | Рональд Марк Еванс                                            | США                         | За відкриття сімейства ядерних гормональних рецепторів та їх застосування у розробці лікарських препаратів Оригінальний текст (англ.) For the discovery of the nuclear hormone receptor family and its application to drug development |